# Національний місячник написання книги
Нанораймо (англ. NaNoWriMo — National Novel Writing Month) — змагання, засноване американським письменником Крісом Бейті в 1999 році. Проводиться в листопаді кожного року. Учасники за один календарний місяць повинні написати чорновий рукопис роману обсягом 50 тисяч слів або більше.
У першому Нанораймо у 1999 році взяла участь 21 особа, у 2000 році кількість учасників зросла до 140, причому до руху написання романів приєднались люди з різних країн світу.
У 2006 році була зареєстрована некомерційна організація «Нанораймо», мета якої — популяризація письменницького руху.
Станом на 2013 рік більше 400 000 осіб взяло участь у місячнику написання романів. У березні 2025 року, після низки скандалів, які спричинили фінансові проблеми, організація заявила про своє закриття.

## Правила
Робота над творами починається о 00:00 1 листопада і закінчується о 23:59 30 листопада відносно часового поясу кожного учасника. Починати роботу заздалегідь заборонено. Перемогою вважається написання учасником мінімум 50 000 слів до кінця листопада; це може бути повноцінно завершений твір або перші 50 000 слів незавершеного. У підрахунок слів дозволяється вносити план твору, нотатки автора та інші матеріали, що стосуються книги — але лише ті, що були написані з 1 до 30 листопада.
Текст учасника може бути написаний будь-якою мовою. Вибір жанру й тематики не обмежений. Книга може бути як прозовою, так і у форматі роману у віршах тощо.
У Нанораймо дозволяється «бунтарство» — відхід від класичних правил маратону. Нанораймо вважається перш за все індивідуальним челенджем, тому не забороняються будь-які адаптації його формату до власних потреб за умови, що вся робота буде написана у вказаний термін. Варіантами таких адаптацій є, приміром, написання збірки непов'язаних оповідань, статей, праця над декількома книгами одночасно. Переможці-«бунтівники» отримують такі ж призи від спонсорів маратону, як і переможці за класичними правилами.

## В Україні
Українці беруть участь у місяці написання романів з 2013 року. Станом на 1 листопада 2018 року до участі у змаганні зареєструвалось 172 особи.